# パッパッパッパッパッパッPerfume
『パッパッパッパッパッパッPerfume』（パッパッパッパッパッパッパフューム）は、2006年7月5日から2007年3月1日までエンタ!371CS放送で放送されたバラエティ番組である。2006年は第1水曜日18:00-18:30、2007年は第1木曜日18:00-18:30に30分間、月1回で放送された。（同内容の複数放送あり）

## 内容

### 概略
番組名は、Perfumeの2ndシングル『コンピューターシティ』のカップリング曲である『Perfume』の「パッパッパッパッパッパッPerfume」の歌詞に由来する。　番組のコンセプトは、「Perfumeの素晴らしさをドキュメンタリータッチで視聴者さんに伝える」であり、Perfumeの素晴らしさを多くの人に伝えることを目的とした番組。Perfumeの3人がMCを担当し、ライブや発売イベントの密着映像、PVの撮影風景などを紹介した。

### 放送内容
| 放送回 | 放送日         | 内容 |
| ------ | -------------- | --- |
| 第1回  | 2006年 7月5日  | ライブ「完全異種格闘技宣言 vol.4」原宿、エレクトロ・ワールド講座、マスコミ各社取材 |
| 第2回  | 2006年 8月2日  | イベント「『エレクトロ・ワールド』発売イベント」秋葉原、『Perfume〜Complete Best〜講座』、「CDジャーナル」編集部訪問                                                                                           |
| 第3回  | 2006年 9月6日  | イベント「『Perfume〜Complete Best〜』リリース・イベント」札幌・名古屋・大阪・東京、中田ヤスタカインタビュー                                                                                                   |
| 第4回  | 2006年 10月4日 | のっち18歳、イベント「『Perfume〜Complete Best〜』リリース・イベント」 |
| 第5回  | 2006年 11月1日 | 「PVがない曲のPVを作ろうコーナー」絵コンテ、ライブ「loft presents UNDER THE INFLUENCE」、木の子インタビュー |
| 第6回  | 2006年 12月6日 | 「PVがない曲のPVを作ろうコーナー」撮影、ライブ「武蔵野美術大学芸術祭2006 MAUFACTURE」・「LIVE RING vol.1 ハレンチ☆パンチ lovers Perfume」                                                                      |
| 第7回  | 2007年 1月4日  | 新年挨拶、かしゆか18歳、「PVがない曲のPVを作ろうコーナー」チェック、「『チョコレイト・ディスコ』PV撮影風景」、ライブ「LIVE RING vol.1 ハレンチ☆パンチ lovers Perfume」、「スタジオで遊ぼうのコーナー」知恵の輪 |
| 第8回  | 2007年 2月1日  | イベント「東京オートサロン2007」、ライブ「Girl's BOX PREMIUM 01 Re-Born」、「『チョコレイト・ディスコ』PV撮影風景」、「PVがない曲のPVを作ろうコーナー」完成                                                    |
| 第9回  | 2007年 3月1日  | あ～ちゃん18歳、「Perfumeが一生使わないセリフを言わせちゃおうのコーナー」、ライブ「A HAPPY NEW YEAR!! LIVE RING vol.2」・「『ファン・サーヴィス［sweet］』 リリース記念イベント」、カラオケ                    |

## 出演者
- Perfume
  - 西脇綾香（あ～ちゃん）
  - 大本彩乃（のっち）
  - 樫野有香（かしゆか）

## スタッフ
- 撮影：河合正幸、伊藤才聞、小島穣、他
- 編集・演出：山口幸弘
- プロデューサー：井出雄介
- 協力：アミューズ、徳間ジャパンコミュニケーションズ
- 制作・著作：つくばテレビ